# Isla Independencia
La Isla Independencia, también conocida como Isla La Vieja, es una isla perteneciente al Perú situada dentro de las aguas de la bahía de la Independencia, en el océano Pacífico. Se localiza a unos 6 km al oeste de la costa continental y a unos 1,6 km al norte de una isla más pequeña, llamada Santa Rosa. Abarca una superficie de aproximadamente 11 km². Desde el punto de vista administrativo forma parte del distrito de Paracas, en la provincia de Pisco, dentro del departamento de Ica. La isla se encuentra protegida por ley dentro de la Reserva nacional de Paracas, una reserva natural que protege y conserva muestras representativas de la diversidad biológica de los ecosistemas marino-costeros del Perú.

## Descripción geográfica
La isla Independencia se encuentra bajo la influencia de las aguas frías de la corriente de Humboldt y se localiza en torno a los 14º 16’ de latitud S y los 76° 11’ de longitud O. Tiene aproximadamente 6,4 km de longitud, en sentido noroeste-sureste, y una anchura que ronda los 2,8 kilómetros. La mayor altitud de la isla alcanza 390 m s.n.m. en el sector septentrional. La costa oriental de la isla presenta una geomorfología típica de orillas poco expuestas al oleaje; mientras que en el lado occidental de la isla, de cara abierta al océano, la fuerza del oleaje ha erosionado esta parte de la isla formando acantilados abruptos. En el extremo sur de la isla se ubica una punta delgada y pronunciada, llamada Pan de Azúcar,  que está unida a la isla por un istmo bajo y estrecho.
Entre las islas Independencia y Santa Rosa existe un canal poco profundo, en donde los arrecifes y peñas aisladas, hacen peligrosa esa zona para el tránsito marítimo, siendo sólo transitable por embarcaciones menores y por personas familiarizadas con la zona.

## Diversidad biológica
El principal componente biológico de la isla Independencia son las aves marinas. En su mayoría, son especies típicas de ecosistemas marino-costeros, que han encontrado en la isla sus principales zonas de alimentación, reproducción y descanso. Entre las principales especies de aves que se reproducen en la isla se encuentran el zarcillo (Larosterna inca), la golondrina de la tempestad (Oceanodroma markhami), la gaviota dominicana (Larus dominicanus) y el potoyunco peruano (Pelecanoides garnotii), especie que se encuentra categorizada por la UICN y la legislación peruana como especie en peligro crítico de extinción.
Asimismo, se puede observar otras especies de aves como el cormorán guanay (Phalacrocorax bougainvillii), el piquero peruano (Sula variegata), el alcatraz (Pelecanus occidentalis), el pingüino de Humboldt (Spheniscus humboldti), la gaviota peruana (Larus belcheri), la gaviota gris (Larus modestus), el gaviotín cola larga (Sterna hirundinacea), entre otras.
Habita también en esta isla el gecko de Paracas (Phyllodactilus angustidigitus), una especie de reptil que podría ser endémica de la Reserva nacional de Paracas, y que  ha sido reportada únicamente para la zona de la isla Independencia, península de Paracas y bahía de la Independencia. Otra especie que se encuentra en las islas y en gran número son los lobos chusco sudamericano (Otaria flavescens), una especie de lobo marino que pertenece a la familia Otariidae.